# Бранка Петрић
Бранка Петрић (Нови Винодолски, 17. април 1937) српска је позоришна, филмска и телевизијска глумица. Била је удата за глумца Бекима Фехмијуа и мајка је Хедона и Уликса Фехмијуа.

## Биографија
До краја четрдесетих година прошлог века живела је у хрватском граду Новом Винодолском, а потом се доселила у Београд. Од своје десете године је била члан драмске секције у школи коју је тада похађала.
Обзиром да се због рата преселила са родитељима у Београд, завршила је Земунску гимназију. У гимназији је такође похађала школу глуме, а њен таленат и подстицај тадашње професорке Бубе Адамовић су је довели до студија глуме. Прву песму коју је научила под називом Мате Балоте (Две даске) је 1956. године употребила за полагање пријемног испита на Академији за позориште, филм и телевизију у Београду.
На београдској Академији је била у најбројнијој класи са двадесет двоје колега које је предводио професор Томислав Танхофер. Неки од њих су: Данило Бата Стојковић, Марија Милутиновић, Катарина Дорић, Бода Марковић, Зора Худалес и други.
Педесетих година је почела са својим ангажовањем у позоришту када је Иво Андрић био председник Позоришног савета Југословенског драмског, а управник Милан Дединац.
Те 1959. године је Бојан Ступица напустио ЈДП и понудио јој стални ангажман у Атељеу 212. Прва улога била је у представи "Јаје" Фелисијана Марсоа у којој је Беким Фехмију (тада само колега) играо њеног мужа. У тој представи је Бранка друга глумица у историји југословенског театра која се појавила у комбинезону. Само годину касније је примљена за стални ангажман у ЈДП.
У својој дугој и непрекидној глумачкој каријери остварила је широк дијапазон улога, од заљубљених девојака, преко комичних јунакиња, да би данас градила зреле и комплексне женске судбине. Са успехом је играла на сценама свих београдских позоришта.
Била је 43 године у браку са глумцем Бекимом Фехмијуом, са којим има два сина: Хедона и Уликса Фехмијуа.
Када је преминула Жижа Стоjановић постала је
трећа најстарија активна глумица у Србији.

## Филмографија
| Год.         | Назив                                              | Улога |
| ------------ | -------------------------------------------------- | --- |
| 1960.-те     |                                                    | |
| 1960.        | Друг председник центарфор                          | |
| 1960.        | Два погледа кроз кључаоницу                        | |
| 1962.        | Саша                                               | |
| 1962.        | Звиждук у осам                                     | Новинарка |
| 1963.        | Сибирска леди Магбет                               | Танте |
| 1964.        | Издајник                                           | |
| 1965.        | Клаксон                                            | Ема |
| 1965.        | Мртвима улаз забрањен                              | |
| 1966.        | Партија шаха с оцем (ТВ)                           | |
| 1967.        | Љубав на плајваз (ТВ)                              | |
| 1967.        | Мушица                                             | |
| 1967.        | Тврђава силеџија                                   | Медицинска сестра |
| 1967.        | Шест љубави Луције Живојиновић                     | |
| 1968.        | Она воли                                           | |
| 1968.        | Наши синови                                        | |
| 1969.        | Трагедија на сплаву                                | |
| 1969.        | Рађање радног народа (серија)                      | Степина секретарица |
| 1969.        | Велики дан                                         | |
| 1969-2018.   | ТВ театар (ТВ серија)                              | госпођа М.,Маргарита Ивановна Пресветова,Лисјен Оменидес Де Истангва,Дрига жена Главна сестра Прва дама Прва дизајнерка,Гина,Живка Недић,Машха,мама,Марија,Виолета |
| 1970.-те     |                                                    | |
| 1971.        | Капетан из Кепеника                                | |
| 1971.        | Улази слободан човек                               | |
| 1971.        | Улога моје породице у свјетској револуцији         | Другарица |
| 1972.        | Развојни пут Боре Шнајдера                         | |
| 1972.        | Афера недужне Анабеле                              | |
| 1972.        | Смех са сцене: Југословенско драмско позориште     | |
| 1972.        | Самоубица (ТВ)                                     | Маргарита Ивановна Пересветова |
| 1972.        | Буба у уху                                         | Лисјен Oменидес Де Истангва |
| 1972.        | Не газите мушкатле                                 | |
| 1973.        | Кужиш стари мој                                    | |
| 1973.        | Писмо                                              | |
| 1974.        | Мистер Долар                                       | |
| 1975.        | Црни петак                                         | радница на шалтеру |
| 1975.        | Велебитске саонице или три швалера и једна девојка | |
| 1975.        | Ђавоље мердевине (серија)                          | |
| 1976.        | Вуци и овце                                        | |
| 1978.        | Љубав у једанаестој                                | |
| 1978.        | Једини дан (ТВ серија)                             | |
| 1980.-те     |                                                    | |
| 1980.        | Интереси                                           | |
| 1981.        | На рубу памети (ТВ)                                | |
| 1982.        | Савамала                                           | Рокса |
| 1982.        | Путовање                                           | |
| 1982.        | Вереница                                           | |
| 1982.        | Директан пренос                                    | Службеница |
| 1983.        | Сумрак                                             | |
| 1983.        | Последње совуљаге и први петли                     | Мара |
| 1984.        | Чај у пет                                          | Комшиница |
| 1984.        | Варљиво лето '68                                   | Лепосава |
| 1984.        | Варљиво лето ’68 (ТВ серија)                       | Лепосава |
| 1984.        | Не тако давно (серија)                             | |
| 1984.        | Балкански шпијун                                   | Новинарка |
| 1985.        | Приче из фабрике (серија)                          | Милена |
| 1986.        | Путујуће позориште Шопаловић                       | Гина |
| 1987.        | Соба 405                                           | Брусићка |
| 1987.        | Апстиненти                                         | докторка |
| 1988.        | Попут листа                                        | |
| 1989.        | Осми дан у недељи                                  | Маркова супруга |
| 1989.        | Свет                                               | Гђа Марта |
| 1989.        | Доме слатки доме (серија)                          | Рамула |
| 1990.-те     |                                                    | |
| 1990.        | Под жрвњем                                         | Фема Савић |
| 1990.        | Агенција Киком (серија)                            | Рамула |
| 1990.        | Метла без дршке (серија)                           | Муштерија |
| 1995.        | Отворена врата (серија)                            | Борка |
| 1999.        | Ђенерал Милан Недић                                | Живка Недић |
| 2000.-те     |                                                    | |
| 2003.        | Неки нови клинци (серија)                          | Грозда |
| 2004.        | Скела                                              | Старица |
| 2004.        | Смешне и друге приче                               | Служавка Текла |
| 2004.        | Шарене лаже (серија)                               | |
| 2009.        | Неки чудни људи (серија)                           | Гђа Зорка Јовановић |
| 2010.-те     |                                                    | |
| 2009-2010.   | Оно као љубав (серија)                             | Радмила |
| 2010.        | Може и другачије (серија)                          | Гђа Надежда Ненадић |
| 2013.        | О бубицама и херојима                              | жена са шминком |
| 2016.        | Немој да звоцаш                                    | Живка |
| 2016.        | Синђелићи                                          | госпођа Милена |
| 2018.        | Пет (ТВ серија)                                    | Стана |
| 2019.        | Ајвар (филм)                                       | Нада |
| 2014 - 2025. | Ургентни центар                                    | Ксенија Мештеровић/госпођа Замуровић/Олга Ристић |
| 2020.        | Слободни скакачи                                   | Бисерка |
| 2022.        | Клан (ТВ серија)                                   | бака Костић |
| 2022.        | Секиндарне сировине                                | Антина бака |
| 2022-2023.   | Од јутра до сутра                                  | Јелица Андрејевић |
| 2022-2023.   | Бранилац                                           | Мила Губерина |
| 2023.        | Lost Country                                       | Aлександра Јовановић |
| 2023.        | Позив                                              | Аницина мајка |
| 2024.        | Нобеловац                                          | Зорка Бабић |
| 2025.        | Радио Милева                                       | трећа млада |
| надолазећи.  | Павиљон                                            | |

## Позориште
Неке од улога:
Југословенско драмско позориште:
- Буба у уху
- Путујуће позориште Шопаловић
- Балкански шпијун
- Скакавци
- Рођени у Ју
- Павиљони
- Буђење пролећа
- Рат и мир у кафани Снефи
- Сумрак
- Странац
- Велика ауто трка
- Вуци и овце
- Будилник
- Ајнштајнови снови
- Тако је морало бити
- Драма о Мирјани и овима око ње
- Молијер
- Тартиф
- Нора! Шта се догодило након што је Нора изгубила мужа или стубови друштава

Атеље 212
- Танго
- Трст
- Тераса

Битеф театар
- Лени
- Три сестре

Народно позориште Београд
- Наши синови

Звездара театар
- Лари Томпсон или трагедија једне младости

Београдско драмско позориште
- Малајско лудило

## Награде и признања
- Стеријина награда (1985)
- Статуета Ћуран (1990)
- Стеријина награда (2011)
- Награда „Вељко Маричић“ (2011)
- Три годишње награде Југословенског драмског позоришта[2]
- Статуета Јоаким Вујић, додељена за изузетан допринос развоју позоришне уметности у Србији 15. фебруара,Дан Књажевско-српског театра (2022)[5]